# Vittore Belliniano

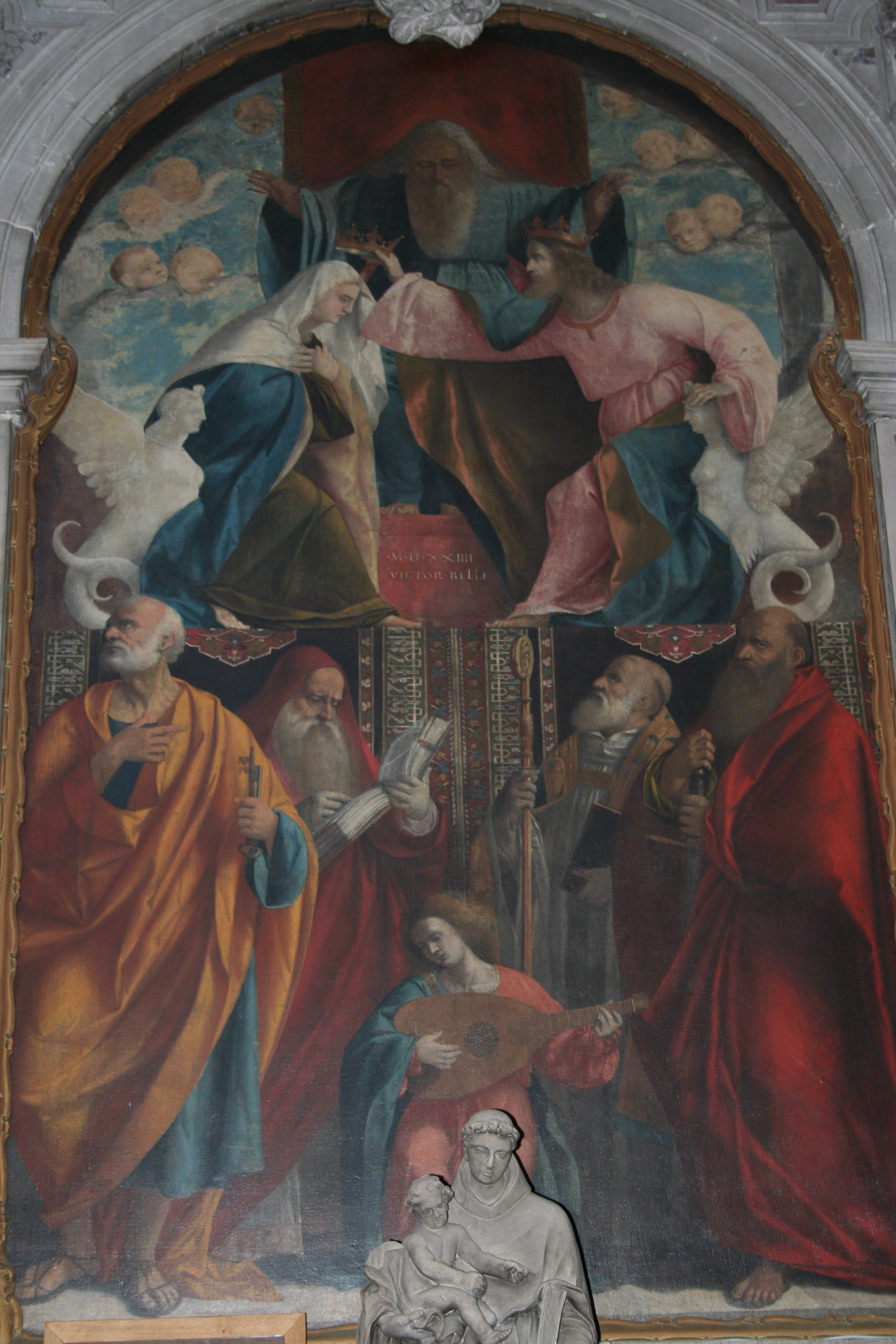
Incoronazione della Vergine, SS. Vito e Modesto igreja. (1524)

Vittore Belliniano foi um pintor italiano do Renascimento, contemporâneo de Giovanni Bellini e Vittore di Matteo. Nascido em Veneza no ano de 1525, pintou muitos sujeitos históricos. Vários de seus quadros foram pintados para a Scuola di San Marco em Veneza e em igrejas das cidades vizinhas.